# 白廳之謎

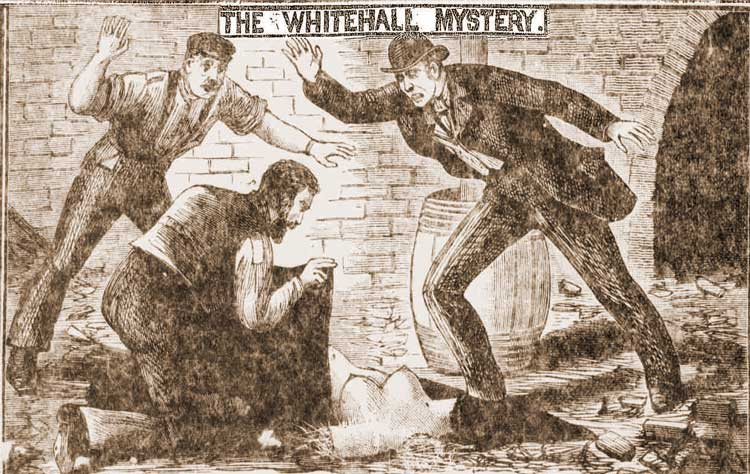
當時報紙的插圖描繪遺體發現的過程

白廳之謎（英語：Whitehall Mystery）是1888年發生於倫敦至今仍未解決的謀殺案，被肢解的女性屍體分布市中心三處，其中包括當時正在施工中的警察總部──蘇格蘭場，這起事件屬於所謂的泰晤士碎屍案。